# Електробус
Електробус (електричний автобус) — пасажирський транспортний засіб, який використовують на маршрутах громадського транспорту, рух якого здійснюється за допомогою електродвигуна. Електрична енергія для руху електробуса може отримуватися з акумуляторній батареї на борту, з контактної мережі, а також з обидвох джерел. Електробуси, що отримують енергію для руху лише з батареї, називаються батарейними електробусами. Електробуси з постійним живленням від контактної мережі називаються тролейбусами, а з обома джерелами живленнями — електробусами з динамічним заряджанням, або ж тролейбусами з автономним живленням чи батарейні тролейбуси.

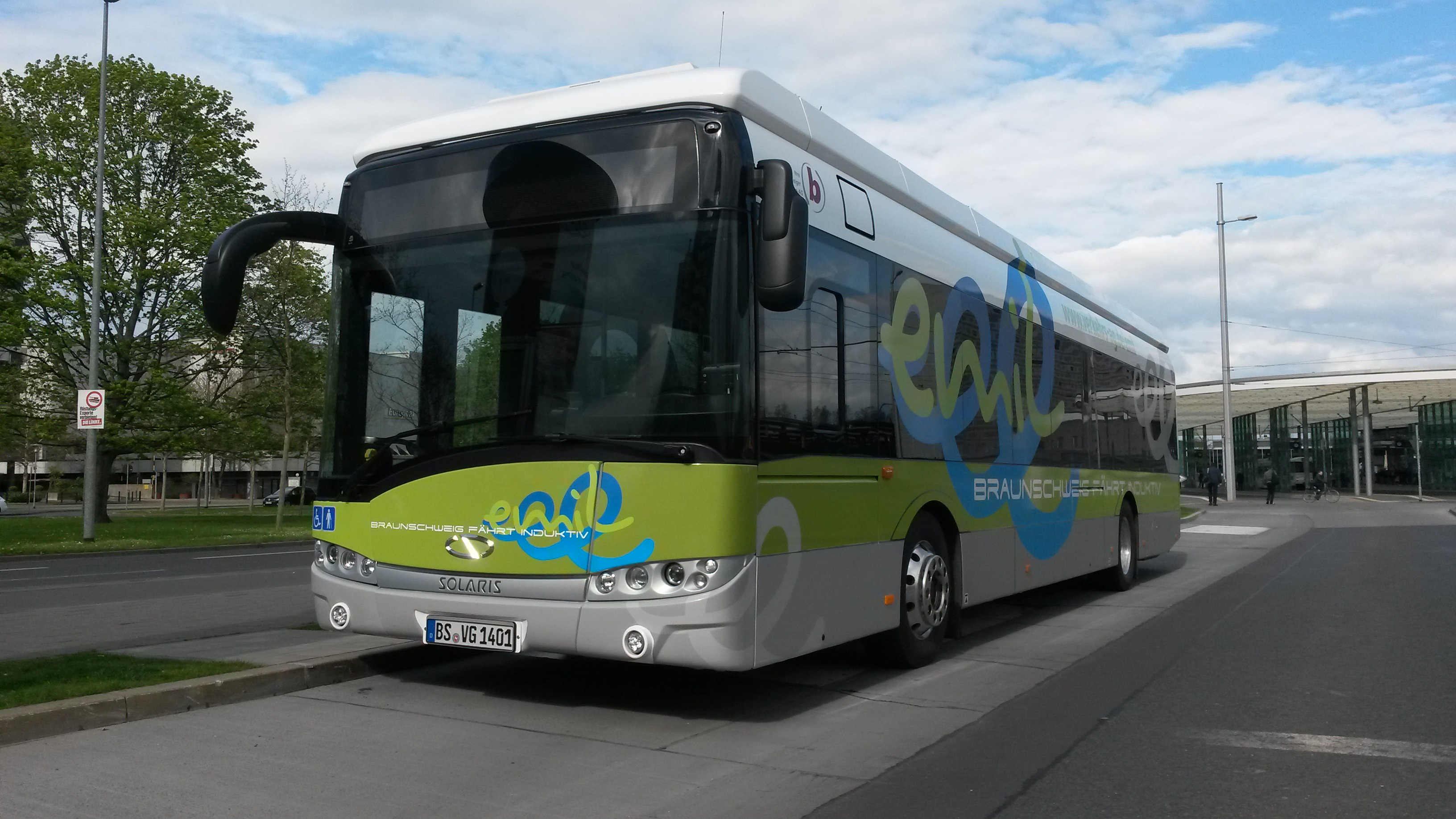
Електробус «Solaris Urbino 12 Electric»

Головними перевагами електробусів над автобусами з двигуном внутрішнього згорання є відсутність шкідливих викидів та значно нижчий рівень шуму.
Станом на 2019 рік 99 % всіх електробусів світу використовували у Китаї, де загалом працює 421 тис. електробусів, що становить 17 % автобусного парку. Для порівняння, в США на той час їх було 300, а у Європі — 2250 електробусів.
Станом на 2021 рік кількість електробусів в Європі зросла до 8500 одиниць.

## Опис
Електробус з динамічною зарядкою (заряджання в русі — In-Motion Charging) або ж тролейбус може заряджати батареї під час руху від контактної мережі. 

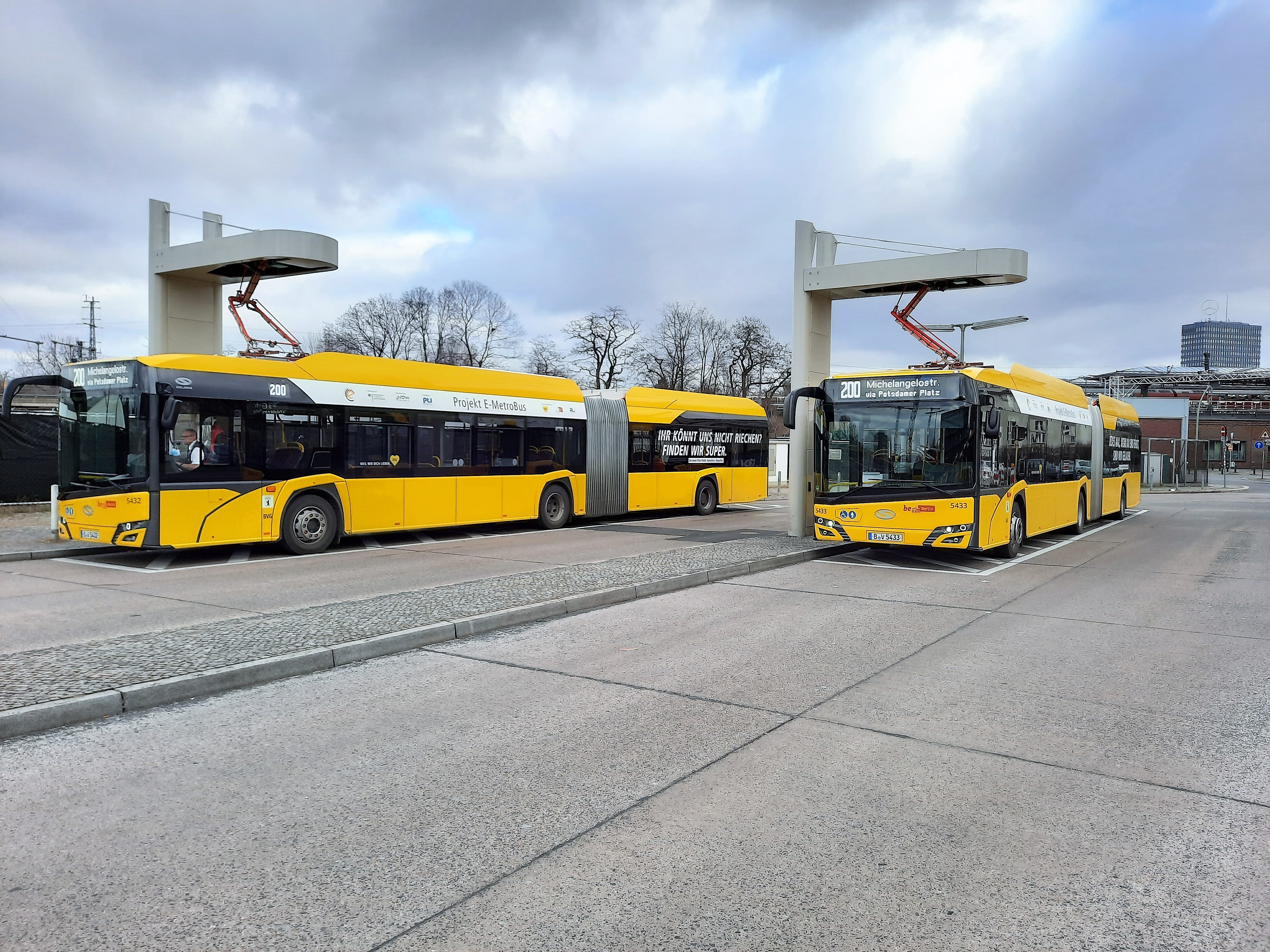
Батарейні електробуси у процесі заряджання в Берліні

У разі відсутності контактної мережі, електричну енергію електробус може отримувати від зовнішнього джерела постачання електричної підстанції або від зарядної станції для електромобілів, а також в аварійній ситуації від побутової електромережі 230 В змінного струму.
Для заряджання акумуляторної батареї, як правило, використовують кабелі, які комутуються спеціальним роз'ємом, або спеціальний пантограф, який підіймається у визначеній зоні та комутується автоматично з лінією або коли електробус перебуває в простої.
Запас ходу на одному заряді, залежно від моделі, коливається в межах 200—350 км, але ця цифра може суттєво знижуватися при екстремальних температурах повітря, їзді по горбистій місцевості чи використанні під час руху опалення чи кондиціонування салону. Зважаючи на ці обмеження, електробуси переважно використовують для міських перевезень, оскільки їзда у місті пов'язана з постійними гальмуваннями та прискоренням. У таких умовах електробус має перевагу над дизельними аналогами, оскільки може перетворювати кінетичну енергію під час гальмування на електричну та заряджати нею власну батарею. Цей процес називається рекуперація. Окрім збільшення запасу ходу, використання рекуперації дозволяє також зменшити навантаження на гальма.
Ведуча вісь електробуса приводиться в рух одним або кількома асинхронними електродвигунами змінного струму. Їх приводить у дію блок частотного перетворювача напруги, який перетворює постійну (лінійну) напругу на змінну.

## Історія
Перші успішні проєкти електробусів з'явилися наприкінці XIX століття.
У 1907 році в Лондоні електробуси вперше почали використовувати на регулярному маршруті між станціями Лондон-Вікторія та Ліверпуль-стріт. Перші батарейні автобуси були переважно малого та середнього класів.

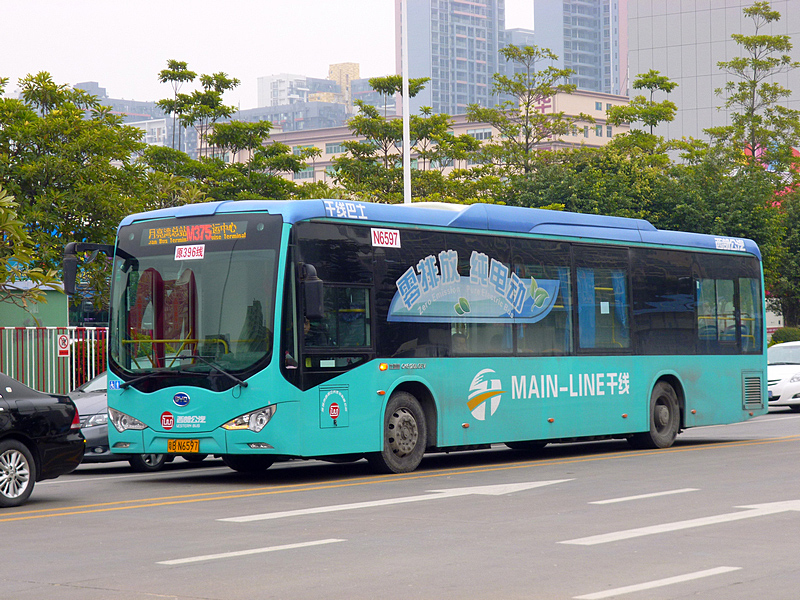
Електробус BYD K9

Виробництво сучасних електробусів спричинили необхідність скорочення шкідливих викидів і можливість отримання електроенергії з чистих джерел, а також технічний прогрес у виробництві ефективних батарей для зберігання енергії.
Першою країною, яка презентувала свій повнорозмірний батарейний автобус, став Китай. У вересні 2010 року компанія BYD почала виробництво моделі BYD K9, яка стала однією з найпопулярніших у світі моделей батарейних автобусів.
Першим містом, яке почало масово закуповувати електробуси, став китайський Шеньчжень, який у 2011 році почав закуповувати електробуси BYD, маючи на меті з часом повністю перейти на використання електробусів. Станом на 2017 рік парк складався з понад 16300 одиниць повністю з батарейних автобусів, що є найбільшим парком електробусів серед всіх міст світу.

## Розвиток
З розвитком електротехнічної промисловості та різними розробками в області тягового електроприводу як джерело електроенергії для електробусів пропонуються нові види акумуляторів, іоністори або так звані суперконденсатори, паливні елементи тощо. Поняття електробуса як «транспортного засобу (транспортної машини), що працює на акумуляторних батареях» або як «акумуляторного автобуса» нині стає неактуальним і застарілим. Так само як рушій пропонується застосування портального моста з інтегрованими двигунами, які хоч і мають вагомі недоліки, але дозволяють виключити «класичні» передавальні пристрої: кардан, диференціал, півосі тощо.
2018 року французька компанія Blue Solutions оголосила про випуск електробуса Flash Shuttle, батарея якого заряджається за 20 секунд, її заряду має вистачати на 2 км. Електробус вміщує 22 пасажири, перший тестовий запуск заплановано у Сінгапурі на маршруті між Технологічним університетом Наньян та парком CleanTech.
9 лютого 2023 року компанія «WiTricity» спільно з компанією «Yutong» встановила у китайському місті Чженчжоу перші в світі зарядні комплекси для бездротової зарядки електробусів, які працюють за технологією магнетичного резонансу.
З 2017 року Європейський Союз зі своїх структурних фондів фінансував проєкти розвитку та дослідження електричних автобусів в реальних умова експлуатації. Найґрунтовнішими дослідженнями є «ZeEUS eBus Report #2 An updated overview of electric buses in Europe» (2017) та «ASSURED Clean Bus Report» (2022).
Станом на 31 грудня 2022 року на дорогах Німеччини працювало 1884 автобуси з нульовим рівнем викидів та електрифікованими приводами: на 620 більше, ніж у 2021 році, тобто майже на 50 відсотків більше. Таким чином, незабаром буде досягнутий рубіж у 2000 електробусів. Однак їхня частка становить лише 3,5 відсотка. У період з 2017 по 2021 рік кількість нових електробусів, що купувалися щорічно, навіть зростала в геометричній прогресії: з 10 до 586 автобусів. 2022 року зростання залишилося на високому рівні, навіть якщо темпи приросту в 6 відсотків вже не були такими високими, як у попередні роки. 2030 року в Німеччині заплановано експлуатувати понад 8000 електробусів, що складе близько 14-16% від загальної кількості автобусів в країні.

## Електробуси в Україні

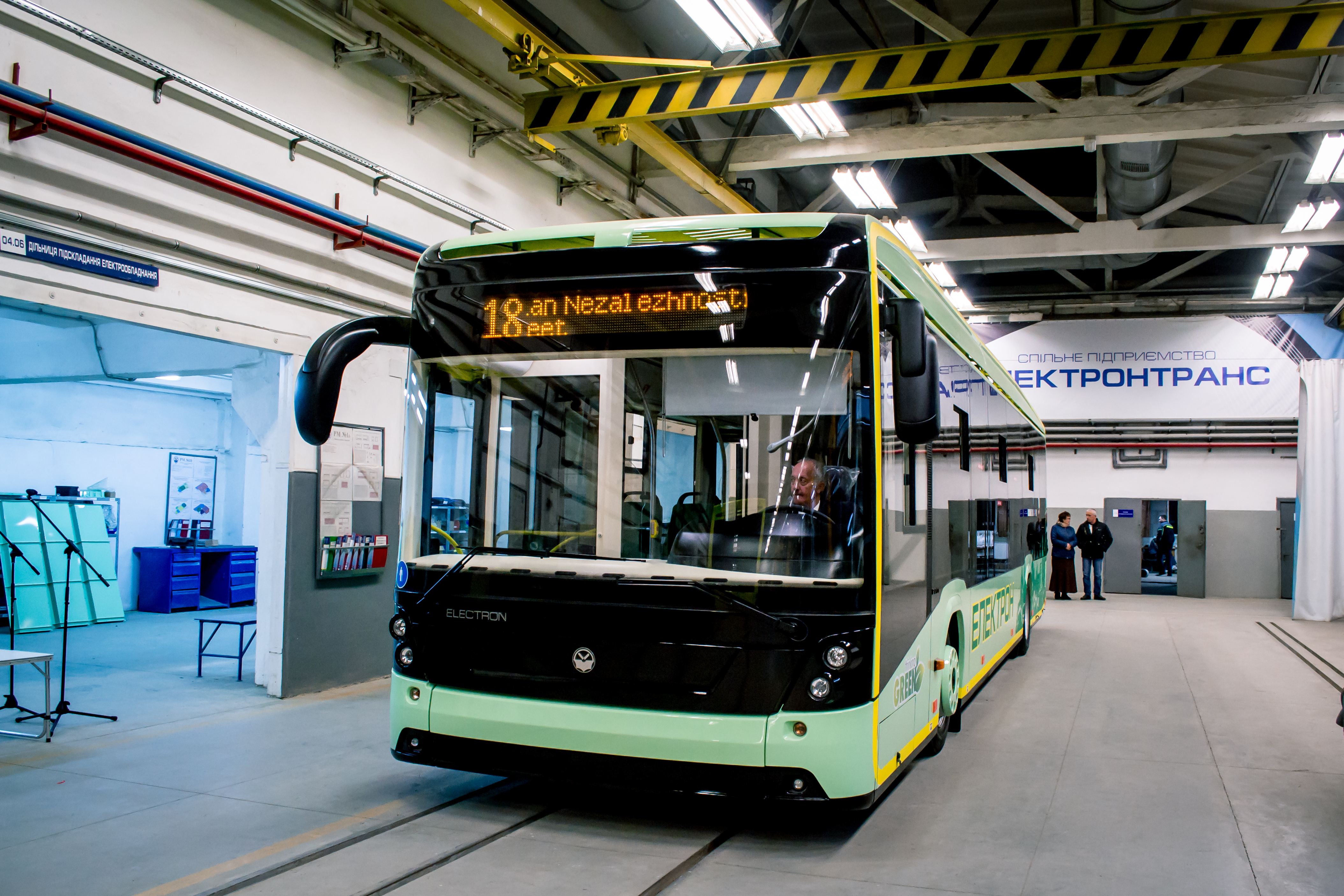
Український електробус Електрон Е19101

Станом на 2023 рік електробуси не набули в Україні значного поширення.
Першим виготовленим в Україні батарейним електробусом став Електрон Е19101, виготовлений концерном Електронтранс у Львові у 2015 році. Його вартість тоді склала 8,99 млн грн. Станом на 2023 рік він залишається у єдиному екземплярі та використовується на тролейбусних маршрутах Львова паралельно зі звичайними тролейбусами.
Починаючи з 2019 року у Вінниці працює електробус китайського виробництва «Skywell», який перебуває на балансі Вінницької транспортної компанії та використовується на автобусному маршруті.
У грудні 2022 року Верховна Рада України підтримала законопроєкт № 8172, відповідно з яким у містах з населенням понад 250 тис. мешканців з 2027 року 25 % автобусів повинні бути електричними. До 2030 року їхня частка повинна зрости до 50 %, а починаючи з 2033 року у містах обласного та районного значення для перевезення пасажирів повинні використовувати лише електробуси (замість автобусів з двигунами внутрішнього згорання).
В ході російського вторгнення в Україну у Чернігові окупаційні війська пошкодили майже половину контактної мережі тролейбуса. Після деокупації міста від міського голови Владислава Атрошенка прозвучали заяви щодо закупівлю електробусів замість тролейбусів. З причини відсутності коштів на закупівлю цього виду транспорту (втричі дорожчого за місцеві тролейбуси Еталон Т12110) та продовження бойових дій на території України, ці заяви не перетворилися у реальні дії. Проте, чимало мерів українських міст, як-от Харкова та Одеси, планують закуповувати електробуси на заміну трамваям та тролейбусам.
Тролейбуси з автономним живленням (батарейні тролейбуси) використовують в Україні з 2017 року саме як продовжені маршрути. Першим містом з такими батарейними тролейбусами стало місто Дніпро (тролейбуси працюють на  маршруті № 6). 2022 року тролейбуси з акумуляторними батареями використовують також у Харкові, Сумах, Вінниці, Хмельницькому, Луцьку, Чернівцях, Кропивницькому, Запоріжжі, Кременчуці, Рівному тощо. Найпоширеніші марки та моделі тролейбусів з акумуляторними батареями в Україні: 
- Дніпро Т203 (в кузові МАЗ 203) — Дніпро, Запоріжжя, Рівне, Чернівці;
- PTS-12 (в кузові МАЗ 203) — Харків, Вінниця;
- PTS-12 (в кузові AKIA) — Вінниця, Чернівці;
- Богдан Т70117 — Хмельницький, Луцьк, Суми.